# Визенданген
Визенданген (нем. Wiesendangen) — коммуна в Швейцарии, в кантоне Цюрих.
Входит в состав округа Винтертур. Население составляет 4466 человек (на 31 декабря 2007 года). Официальный код — 0229.